# Execution Ground
Execution Ground est un double album de Painkiller paru sur le label Subharmonic  en 1994 et réédité par Tzadik dans le coffret The Collected Works. Le second CD reprend dans un mode ambiant deux titres du premier. Il a été également édité par Toy's Factory au Japon en 1995 sous la forme d'un triple album contenant le concert Live in Osaka.

## Titres
|       | CD 1                         |       |
| 1.    | Parish of Tama (Ossuary Dub) | 16:05 |
| 2.    | Morning of Balachaturdasi    | 14:45 |
| 3.    | Pashupatinath                | 13:47 |
|       | CD 2                         |       |
| 1.    | Pashupatinath Ambient        | 20:00 |
| 2.    | Parish of Tama Ambient       | 19:19 |
| 83:56 |                              |       |

## Personnel
- Mike Harris - batterie, voix
- Bill Laswell - basse, échantillonneur
- John Zorn - saxophone alto, voix